# Kontrast (medie)
Kontrast.dk Aps eller blot Kontrast er et borgerligt netmedie grundlagt i september 2020 med Mikkel Andersson som chefredaktør. Netmediet ønsker bl.a. at "styrke troen på, at frihed, velstand og sammenhængskraft bedst skabes af ansvarlige borgere og deres frivillige fællesskaber inden for rammerne af den danske kultur og nation." Kontrast producerer forskellige former for medieindhold, herunder podcastserien Den Blå Time, programserien Henriks Halvtomme Glas med folketingsmedlem Henrik Dahl samt artikler, analyser, debatindlæg og anmeldelser. Netmediet udgiver et trykt årsmagasin til dets medlemmer i oktober måned.
Kontrast har til huse har i den fredede erhvervsvilla Christianshvile i København opført i 1869 af arkitekt Georg E.W. Møller.